# مرز (غرمخان)
مرز (بالفارسية: مرز) هي قرية تقع في إيران في قسم غرمخان الريفي. يقدر عدد سكانها بـ 181 نسمة .